# Nissan Forum
De Nissan Forum is een conceptauto van het Japanse merk Nissan. De Forum werd voor het eerst aan het publiek getoond tijdens de North American International Auto Show van 2008. Een eventuele productieversie van de auto zal waarschijnlijk alleen in Noord-Amerika en Azië op de markt komen.

## Ontwerp
Nissan wil met de Forum het imago van de MPV verbeteren en dit type auto op de markt gaan zetten als een stoere auto met goede rij-eigenschappen. De auto is ingedeeld in twee zogenaamde 'zones'. Voorin beschikken de ouders over een audio- & navigatiesysteem, een carkit en een kleine magnetron terwijl de kinderen achterin beschikken over ingebouwde dvd-spelers. De twee stoelen van de tweede zitrij zijn elektrisch draaibaar waardoor de kinderen elkaar aan kunnen kijken. Het dak van de auto is een groot glazen paneel wat voor extra licht zorgt in de cabine.

## Motor
In het conceptmodel is geen motor gemonteerd. Nissan geeft aan dat een eventueel productiemodel zou beschikken over een dieselmotor gekoppeld aan een automatische versnellingsbak.